# آلیس بوتون
آلیس بوتون (انگلیسی: Alice Boughton; ۱۴ مهٔ ۱۸۶۶ – ۲۱ ژوئن ۱۹۴۳) عکاس اهل ایالات متحده آمریکا بود که بین سال‌های ۱۸۹۰ تا ۱۹۳۱ میلادی فعالیت می‌کرد و به خاطر پرتره‌هایش از چهره‌های ادبی و تئاتری آن دوران شهرت دارد. بوتون از پیروان حلقهٔ عکاسی جدایی‌طلب اشتیگلیتس بود که با تأکید بر جنبه‌های هنری، در مطرح کردن عکاسی به عنوان هنر زیبا نقش داشتند.

## زندگی بعدی
در سال 1931 ، بوونتون استودیوی خود را بست و هزاران چاپ را دور انداخت. او دائماً به خانه ای در بروکهاون ، لانگ آیلند نقل مکان کرد که با هاکل مشترک داشت. بوستون در 21 ژوئن 1943 بر اثر سینه پهلو درگذشت. آثار وی در مجموعه دائمی موزه هنرهای مدرن ، گالری ملی پرتره انگلیس ، خانه جورج ایستمن و سایر موزه های مهم قرار دارد.

## کار و انتشارات
مجموعه ای از پرتره های او با نام عکاسی از معروف ، در سال 1928 منتشر شد و شامل آوازهایی همچون ویلیام باتلر یاتس ، جولیا وارد هاو ، هنری جیمز ، والتر د لا ماره ، جی کی چسترتون ، ماکسیم گورکی ، جان برووس ، روت سنت دنیس ، Eleonora Duse و Yvette Guilbert. [نیاز به استناد] کار او نیز در سال 1909 در کار دوربین منتشر شد. بولتون ، آلیس (1928). عکس گرفتن از معروف. نیویورک: انتشار آونداله. بوتون ، آلیس (1909). کار دوربین